# Porcellanaster
Genre
Porcellanaster est un genre d'étoiles de mer abyssales de la famille des Porcellanasteridae.

## Taxinomie
Selon World Register of Marine Species (10 décembre 2014) :
- Porcellanaster ceruleus Wyville Thomson, 1877
- Porcellanaster ivanovi Belyaev, 1969

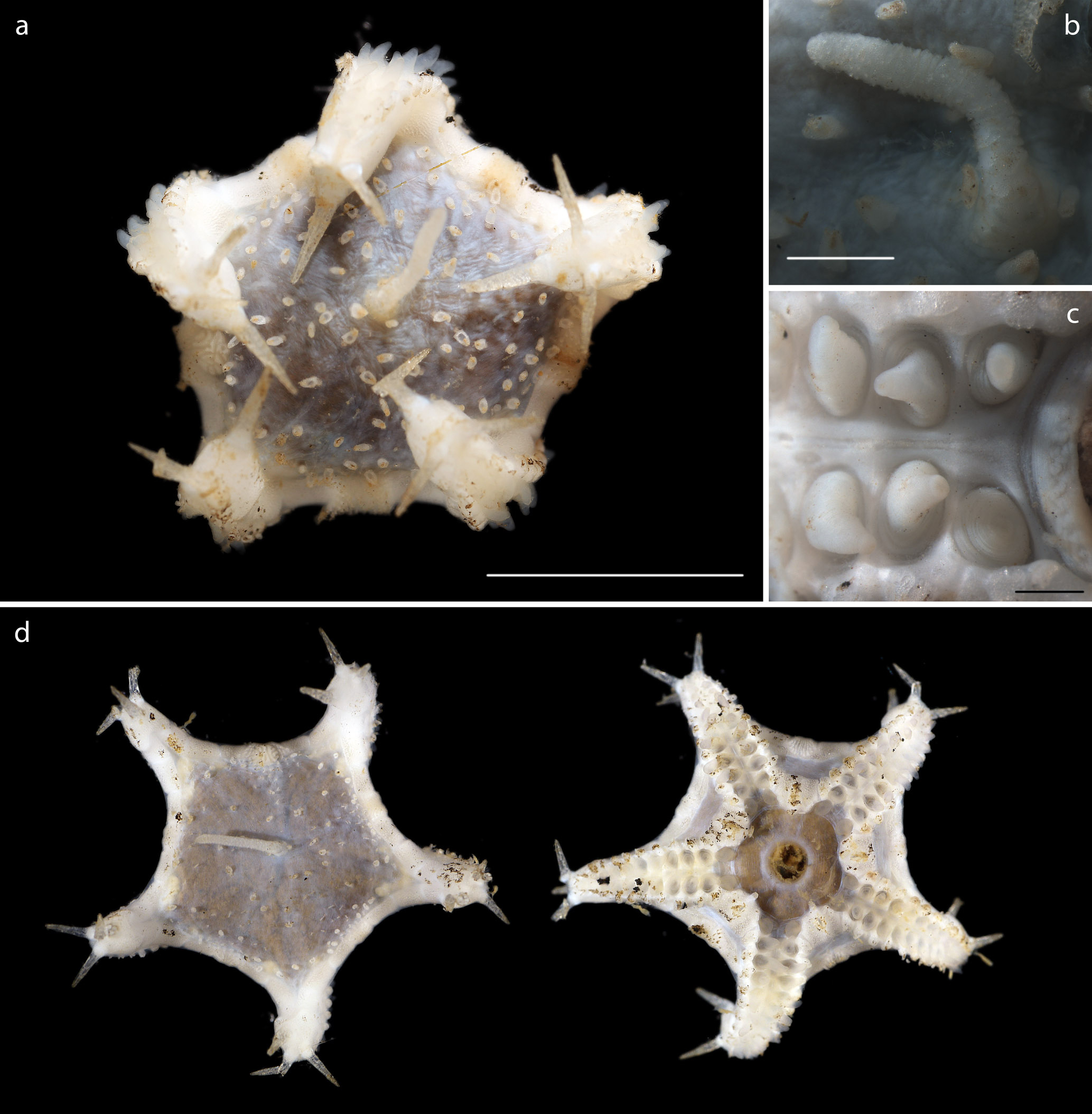
Porcellanaster ceruleus (NHMUK).